# 張綱
張 綱（ちょう こう、98年 - 143年）は、中国後漢時代の政治家。字は文紀。犍為郡武陽県（四川省彭山県東北）の人。前漢の名臣張良の子孫。張晧の子。張続の父。蜀（蜀漢）の張翼の曾祖父。『後漢書』に伝がある。
「豺狼路に当たれりいずくんぞ狐狸を問わん」「魚の釜中に遊ぶが如し」の故事成語の由来となった人物である。

## 生涯
年少にして経学に通じ、高官でありながらつねに粗末な衣服をまとったという。
順帝の時代、孝廉に挙げられたが仕官しなかった。その後、司徒の高弟にあげられて侍御史となった。
当時、順帝は政治を宦官任せにしていたため、人々は危惧を抱いていた。張綱は義憤に駆られ、順帝に上書して諫めたが、容れられなかった。
漢安元年（142年）に風俗を巡視させるための8人の使者の一人に選ばれた。8人のうち、張綱のみが年齢が若く官職も低かった。張綱は「豺狼のごとき奸悪が国政を掌握しているのに、民間の狐狸を摘発しても何の得るところがあろうか」といい、大将軍の梁冀と河南尹の梁不疑などの悪事15条を書して上奏したために、都が震駭したという。順帝の皇后は梁冀の妹であるため、順帝は張綱の意見の正しさを理解していたが、梁氏の権勢を恐れてを用いることができなかった。
広陵の賊の張嬰は20年以上反乱を続け、数万の勢力を持ち、刺史や二千石も多数殺害されるなど、徐州・揚州において猛威を振るっていた。梁冀は張綱を陥れるため、朝廷を動かし、張綱を広陵太守に任命し張嬰を追討させようとした。前任者は武力で張嬰を屈服させようとしていたが、張綱は太守として着任すると単身で張嬰の砦に入って、誠実な態度で説得し、これを帰順させた（このときの改心した張嬰の言葉が「魚の釜中に遊ぶが如し」の由来となった）。張綱は武器を放棄した張嬰らの身の安全を保障するとともに、反乱で集まった群衆に欲するところへ行かせ、ある者には居宅・田地を与え、賊の子弟で官吏となることを欲するものはすべて召し抱えたので、広陵の住民は信服した。
朝廷はその功績を賞し、侯に取り立てようとしたが、梁冀に妨害されたため果たせなかった。さらに朝廷は張綱を中央に召還しようとしたが、張綱の徳を慕っていた張嬰らは上書して張綱の留任を乞い、ついに許されたという。
その1年後、張綱は46歳で病没した。張綱が病んだ時には広陵の官吏・領民はみな彼の平癒を祈願し、亡くなった時には張嬰らは喪服をつけて葬列に加わり、張綱の遺体を故郷の犍為郡まで運び、土を負って墳墓をつくったという。順帝は張綱の死を悲しみ、張綱の子の張続を郎中に取り立てた。
王夫之は『読通鑑論』で、特に広陵における張綱の措置を論じ、盗賊を鎮撫するために説諭のみを用い武力を用いなかったのは誤りであり、後世が張綱の風を慕い美談とすることで、後世に禍を招いたことを難じている。

## 参考資料
- 『後漢書』巻56 列伝第46
- 『三国志』蜀志「張翼伝」が引く『続漢書』
- 豺狼路に当たれりいずくんぞ狐狸を問わん（コトバンク）
- 魚の釜中に遊ぶが如し（コトバンク）